# Otiocerus interrupta
Otiocerus interrupta är en insektsart som beskrevs av Fowler 1900. Otiocerus interrupta ingår i släktet Otiocerus och familjen Derbidae. Inga underarter finns listade i Catalogue of Life.